# IC 1413/2
IC 1413/2 је спирална галаксија у сазвијежђу Водолија која се налази на листи објеката дубоког неба у Индекс каталогу.
Деклинација објекта је - 3° 6' 6" а ректасцензија 21h 58m 26,8s. Привидна величина (магнитуда) објекта IC 1413 износи 15,2 а фотографска магнитуда 16,0.